# وریکو آنیاپاریدزه
وریکو آنیاپاریدزه (گرجی: ვერიკო ანჯაფარიძე؛ ۲۳ سپتامبر ۱۸۹۷ – ۳۱ ژانویهٔ ۱۹۸۷) بازیگر، مدیر و کارگردان نمایش و مدرس بازیگری اهل گرجستان بود.
از فیلم‌ها یا برنامه‌های تلویزیونی که وی در آن نقش داشته‌است، می‌توان به قلعه سورام و توبه اشاره کرد.
وی همچنین برندهٔ جوایزی همچون جایزه هنرمند مردمی اتحاد جماهیر شوروی، جایزه دولتی اتحاد شوروی، و نشان لنین شده‌است.